# 안두호
안두호(1983년 3월 27일 ~ )는 대한민국의 배우이다.

## 출연작

### 드라마
- 《돼지의 왕》 (2022년, 티빙) - 남덕우 역
- 《러블리 호러블리》 (2018년, KBS2) - 김용만 역
- 《멈추고 싶은 순간 : 어바웃 타임》 (2018년, tvN)
- 《그녀는 거짓말을 너무 사랑해》 (2017년, tvN)
- 《쓸쓸하고 찬란하神 - 도깨비》 (2016년, tvN) - 전생에 마름이었던 자 역
- 《태양의 후예》 (2015년, KBS2) - 김범래 역
- 《파랑새의 집》 (2015년, KBS2) - 드러머 역

### 뮤지컬
- 《아가사》 - 폴 뉴트란 역
- 《원스어폰어타임 인 해운대》 - 빈 역
- 《고래고래》 - 병태 역
- 《친정엄마》 - 남편 역
- 《락시터》
- 《오 당신이 잠든 사이》 - 최병호 역
- 《총각네 야채가게》 - 윤민 역
- 《퍼펙트 맨》 - 박중도 / 오지호 / 정시후 / 강민우 역
- 《당신만이》 - 한영석 역
- 《빨래》 - 빵 역

### 연극
- 《아트》 - 마크 역
- 《지구를 지켜라》 - 추형사 (멀티) 역
- 《까사발렌티나》 - 이자도어 / 샬롯 역
- 《밀당의 탄생》 - 남이 역
- 《택시 드리벌》 - 승객들 역
- 《아가사》 - 폴 역
- 《발레선수》 - 최정훈 역
- 《팝-콘》 - 장칠성 역
- 《러브 액츄얼리 2》 - 재운 역